# Bindi

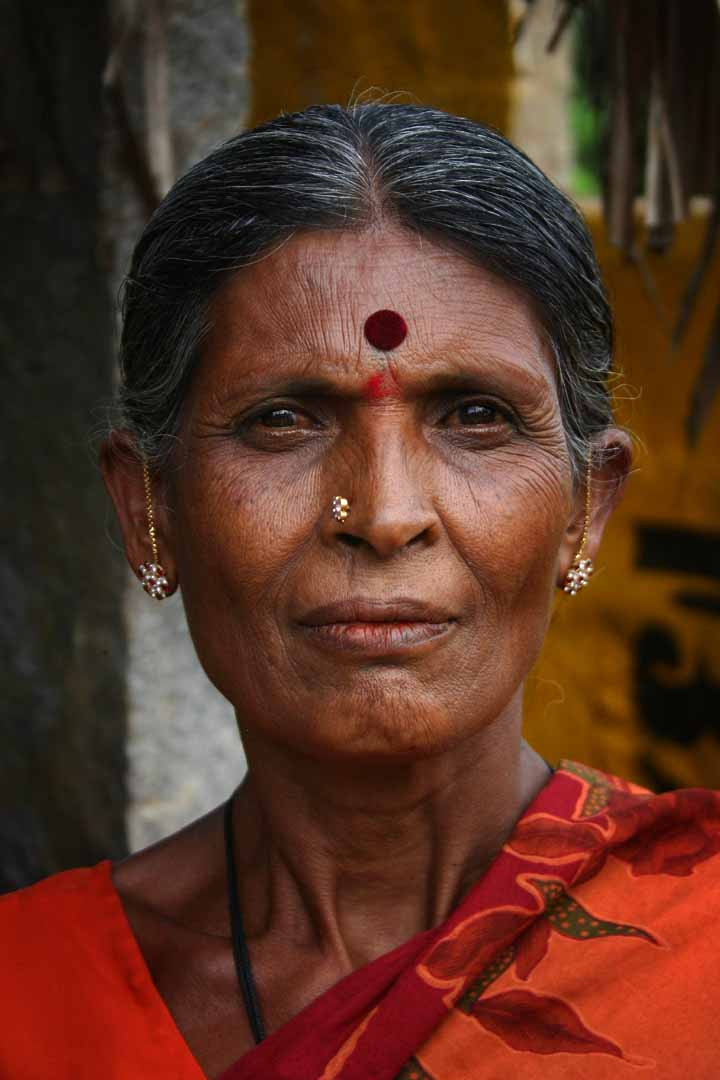
Indische Frau mit Bindi und Tika

Ein Bindi (Hindi: बिंदी, bindī; von Sanskrit: बिनदु, bindu, Tropfen, Punkt) ist ein mitten auf der Stirn zwischen den Augenbrauen aufgemalter Punkt oder ein an dieser Stelle aufgeklebter Schmuck, wo das energetische dritte Auge vermutet wird.

## Religiöse Ursprünge
Das ursprüngliche Bindi ist die speziell weibliche Form des Tilaka, des hinduistischen Stirnzeichens als religiöses Mal. 
Die Region zwischen den Augenbrauen, auf welcher der Bindi platziert wird, gilt im hinduistischen Glauben als  sechstes Chakra und Sitz des geheimen Wissens.

## Heutige Bedeutung
Ursprünglich war dieser traditionell rote Punkt das Zeichen, dass eine Frau verheiratet ist, und es sollte nicht nur sie, sondern auch ihren Mann schützen. Heute werden Bindis in Indien von unverheirateten ebenso wie von verheirateten Frauen getragen, und sogar von kleinen Kindern. 
Für verheiratete Hindufrauen ist ein Stirnpunkt obligatorisch, dabei ist es unerheblich, ob sie ihn klassisch rot und rund tragen, oder farbig ornamental als Sticker. Erst wenn sie Witwe werden, verzichten sie auf diesen Schmuck. Unverheiratete können ein Bindi tragen, er ist dann reine Dekoration oder ein Segenszeichen, ein Tika oder Tilaka. Selbst muslimische Inderinnen kleben sich heute oft diesen modischen Punkt auf, was noch vor einigen Jahren undenkbar gewesen wäre.

## Formen
Traditionelle Punkte werden mit roter Pulverfarbe aufgetragen, Sindur (Sindoor), Kumkum(a) oder Kurkuma. Heute sind wiederverwendbare, aufklebbare Schmuckbindis am weitesten verbreitet. Diese gibt es in allen Farben und in einer Vielzahl ornamentaler Formen, zum Beispiel golden oder mit winzigen Kunstperlen oder -steinen besetzt. Solche Schmuckbindis kommen auch im Westen in neuer Zeit mehr und mehr in Mode.
Eine besondere Bindi-Art ist das Hochzeits-Bindi. Dieses besteht aus einer ganzen Reihe von kleinen Bindis, die entlang der Augenbrauen aufgeklebt werden, und wird von der Braut bei ihrer Hochzeitsfeier getragen.

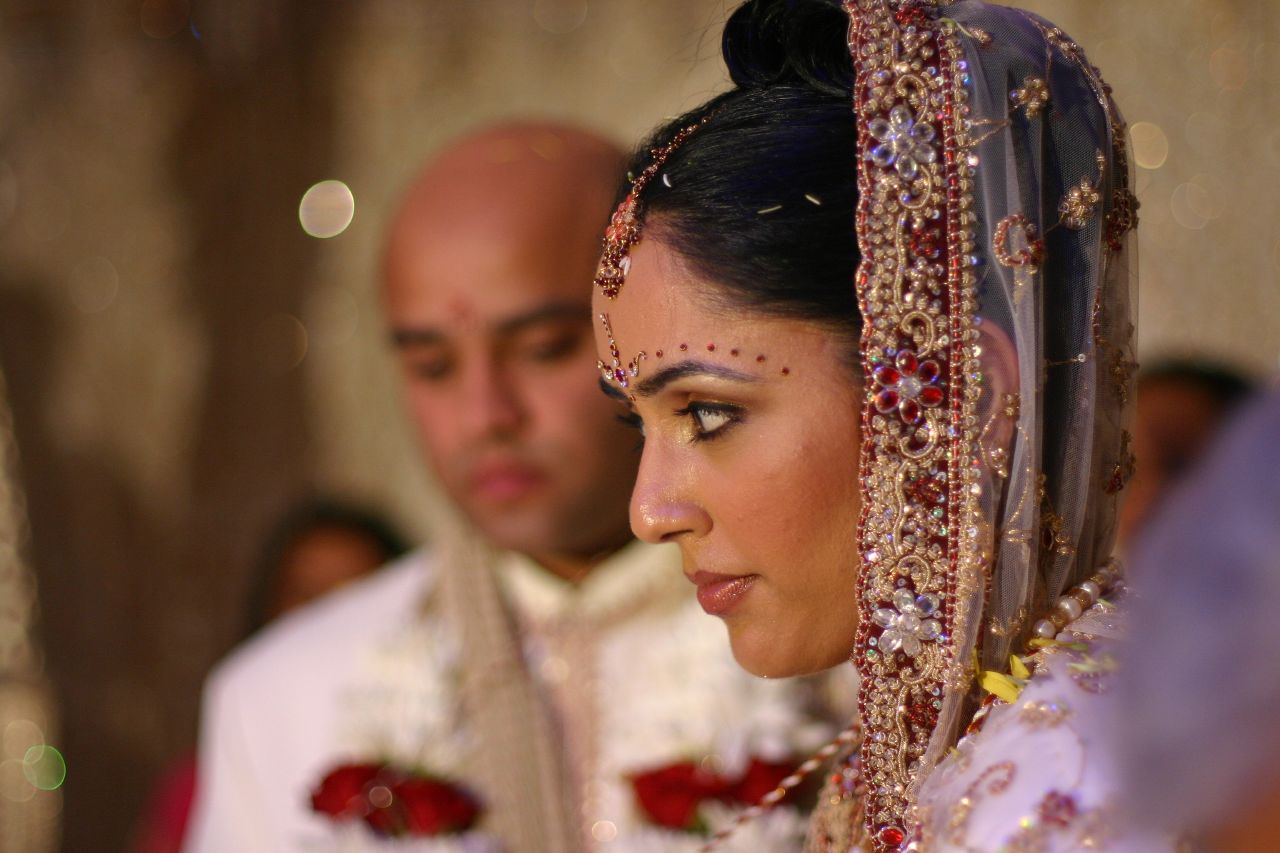
Hindu-Braut mit Bindis und Maang Tikka im Scheitel, wo verheiratete Frauen Sindoor-Pulver auftragen
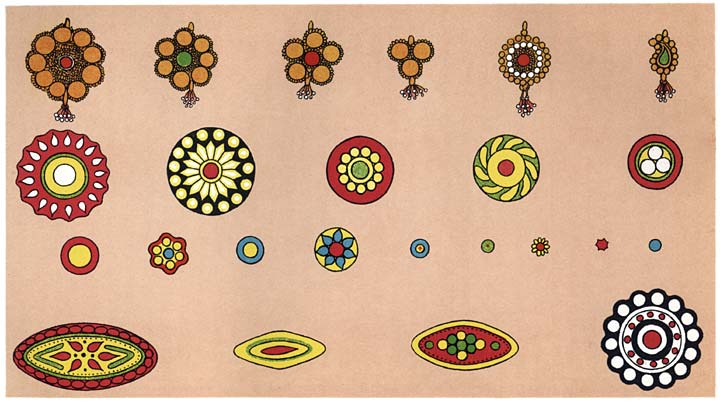
Schmuckbindis wurden früher aus Gummilack hergestellt
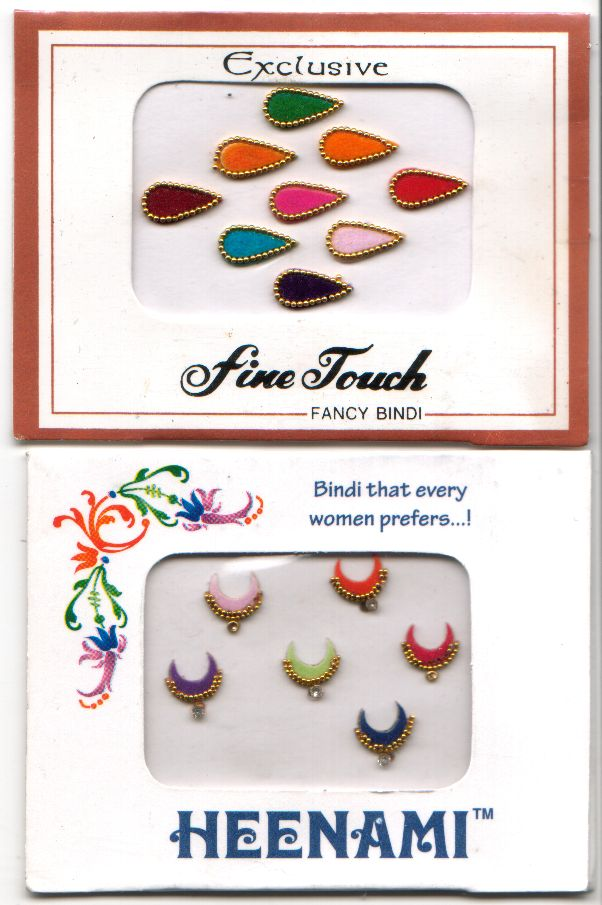
Selbstklebende Schmuckbindis
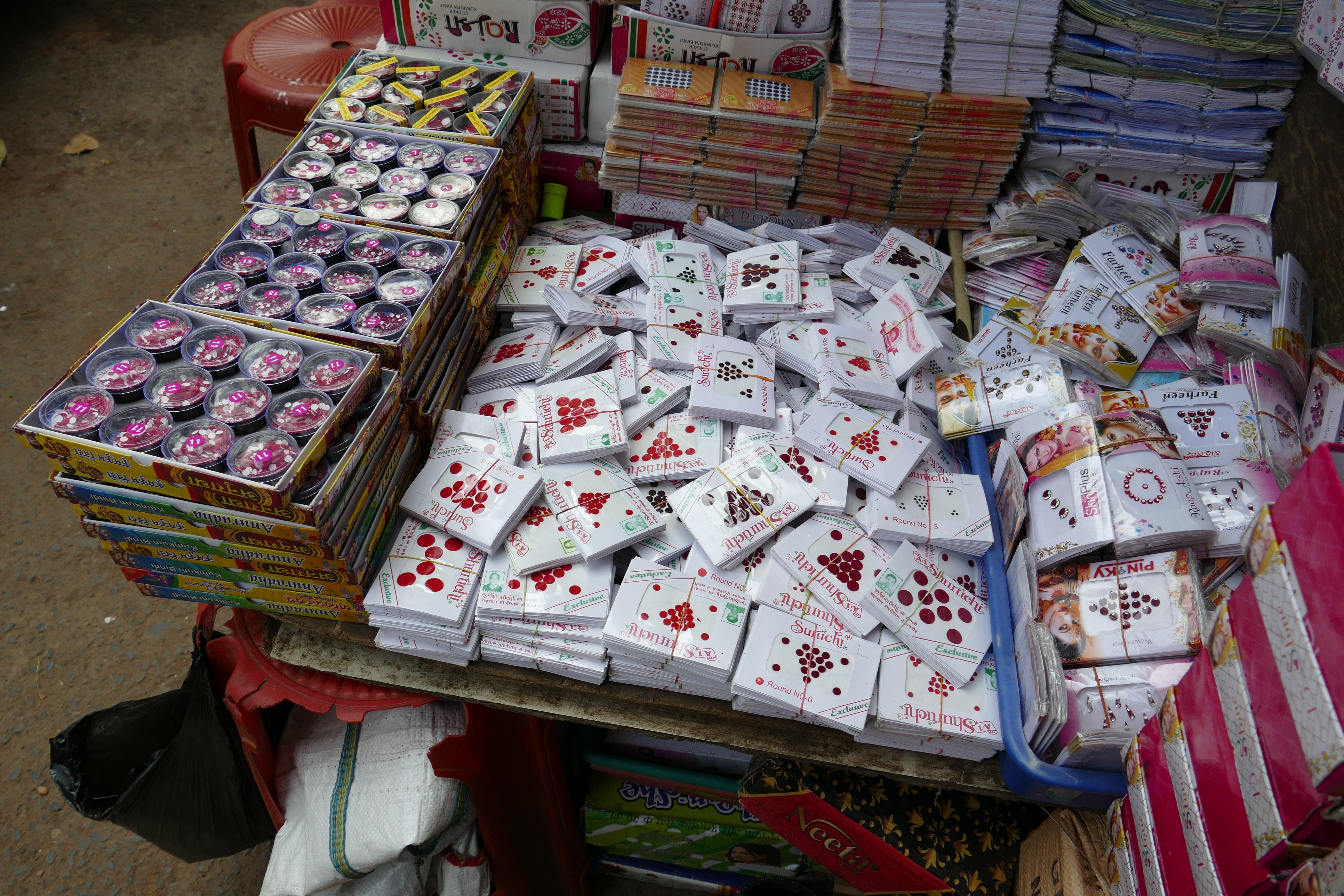
Marktstand mit selbstklebenden Schmuckbindis
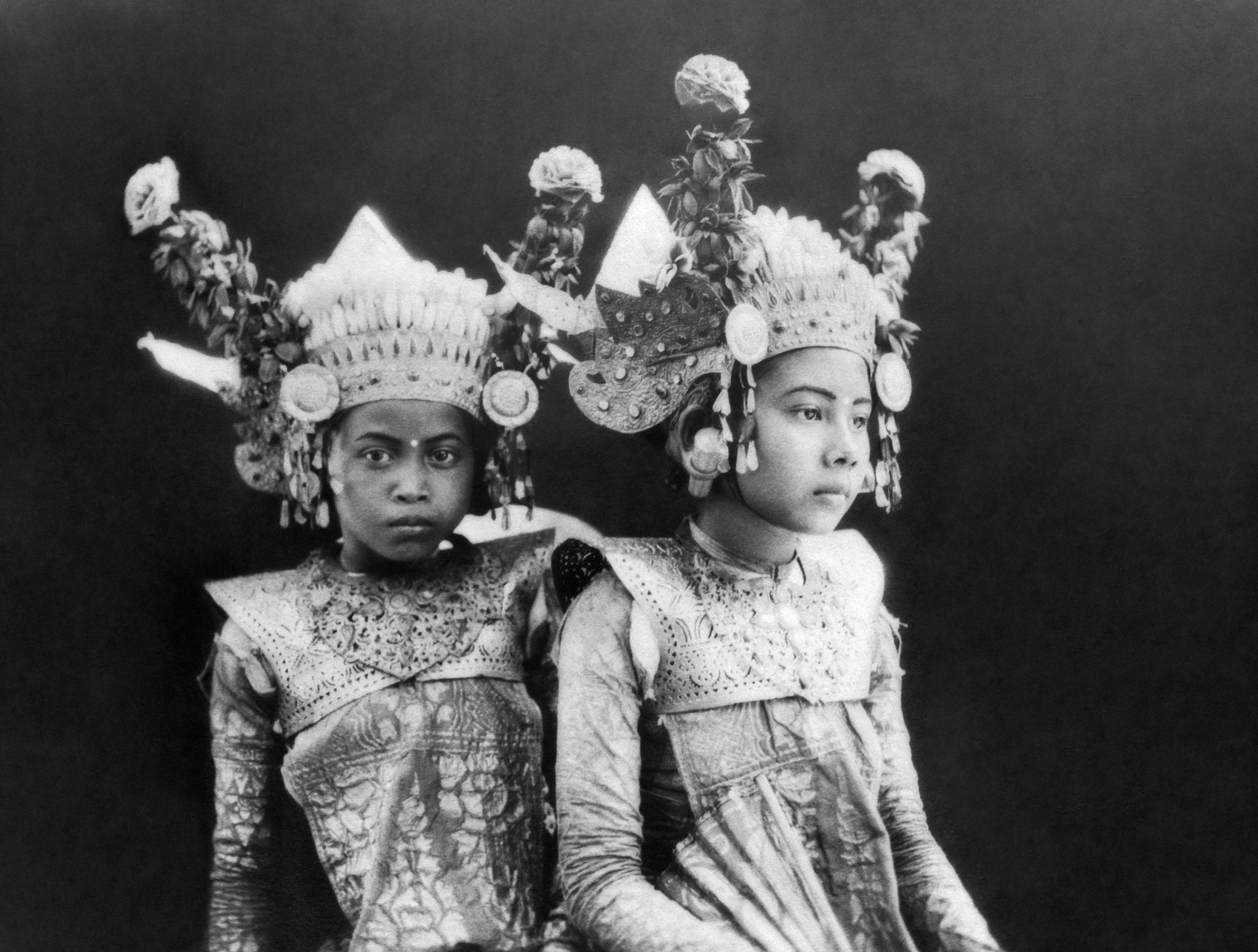
Hindu-Mädchen auf Bali mit Bindis
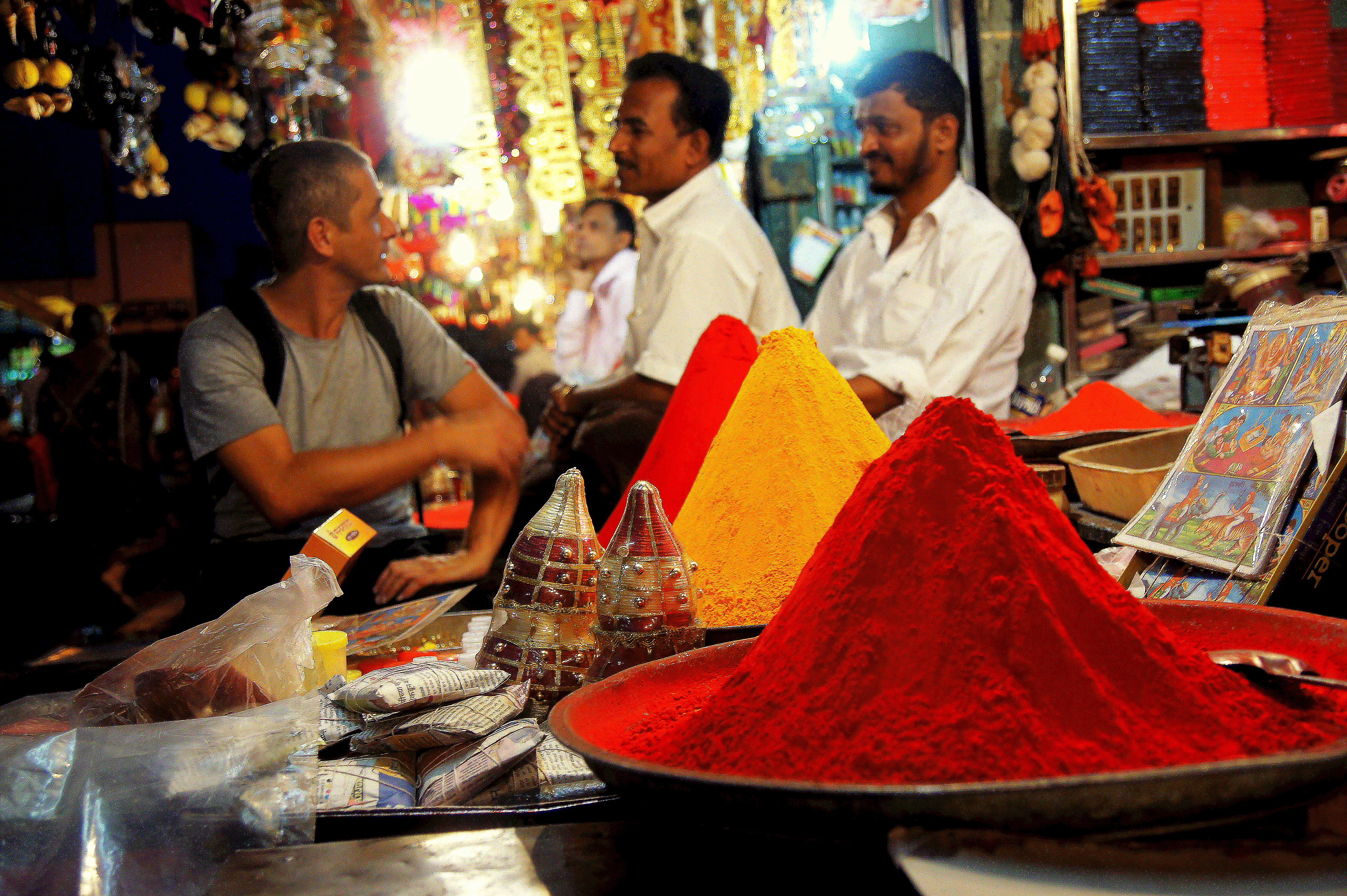
Sindoor-Pulver zur Herstellung von Bindis